# Ляшево
Ляшево — посёлок в Первомайском районе Оренбургской области. Административно относится к МО Ленинский сельсовет.

## География
Посёлок расположен в 3 км к западу от трассы Бугульма-Уральск на правом берегу р. Чаган.
Ближайшие населенные пункты: Ленинский — 15 км, Маёвка — 4 км.

## История
На карте 1809 года обозначено как Чаганский Умет, на карте 1890 года имеет двойное название Чеганский (Ляшев). В советское время поселок долгое время назывался Малочаганским. Чеганский потому, что расположен у одноименной реки Чаган (на старых картах Чеган), а Ляшев – по фамилия основателя. В ревизской сказке по Уральскому казачьему войску за 1834 год среди уральских казаков отмечены жители Ляшева Умета Степан Ляшев (28 лет), его жена Евдокия (27 лет).

## Население
| 2010 |
| ---- |
| 246  |